# Municipio de Robersonville
El municipio de Robersonville (en inglés: Robersonville Township) es un municipio ubicado en el  condado de Martin en el estado estadounidense de Carolina del Norte. En el año 2010 tenía una población de 3.451 habitantes.

## Geografía
El municipio de Robersonville se encuentra ubicado en las coordenadas 35°49′58.57″N 77°15′37.87″O / 35.8329361, -77.2605194.